# Ван (река)
Ван (фр. Vanne) је река у Француској. Дуга је 59 km. Улива се у Јону. 